# 山浦景国
山浦 景国（やまうら かげくに）は、戦国時代から安土桃山時代にかけての武将。上杉氏の家臣。本名は村上 国清。

## 生涯
信濃国埴科郡の領主・村上義清の子。信濃村上氏は甲斐武田氏と争うが敗北し、弘治3年（1557年）には越後国の長尾景虎（上杉謙信）の下へと走った。父の義清は根知城に在番したが、嫡男の国清は証人として春日山城に置かれたものと思われ、後に景虎の養子に迎えられ長尾氏を称した。父とともに川中島の戦いに従軍したという。
義清は当時断絶していた山浦上杉家の旧地である蒲原郡山浦4万貫を与えられており、永禄末年までに国清は上杉氏の傍流である山浦氏を称するようになる。天正3年（1575年）に作成された軍役帳によると、国清は上杉一門衆の中で謙信の甥である上杉景勝に次ぐ二番目に記載されており、他の一門より上位に位置付けられていたようである。国清は上杉家の重臣として織田氏・徳川氏・飛騨国衆などの取次役を務めるなど重用されたが、その際には従前の通り村上氏を称している。外交においては由緒ある村上氏を用いることに利便性があったのだろう。
天正6年（1578年）謙信が死去し、御館の乱が起こると上杉景勝に加勢。翌年に上杉景虎が討たれた後、景勝より諱の一字を与えられて「景国」と改名した。
天正10年（1582年）天正壬午の乱で上杉軍が北信濃に進駐すると、景国は他の旧北信国衆とともに旧領への復帰を果たし、海津城に入って更級・埴科・高井・水内4郡の支配を任される。しかし天正12年（1584年）城将の屋代秀正が徳川氏の元へ出奔したことの責任を問われて失脚。信濃旧領は没収され、城将の地位は上条政繁に交代させられることになった。なお山浦領については安堵を受けたようであり、以後は村上氏の称を併用することもなくなった。
天正18年（1590年）小田原征伐では上州方面より進攻する上杉軍の先手として従軍。文禄3年（1594年）の分限帳には2,277石余を知行したとあり、全盛期より減知されていることが窺える。また須田満親や岩井信能のような「信州侍中」ではなく「越後侍中」と分類されている。慶長3年（1598年）上杉家が会津へ転封された際には塩松城6,500石に同心20人2,400石を宛がわれたが、この頃に景国は京都で死去したようで、山浦家中と同心衆は直江兼続の預かりとなった。

## 子孫
近世に水戸藩士となった村上氏は戦国期の文書を数点所蔵しており、信濃村上氏の子孫である蓋然性が高い。家祖の高国は村上義清の外孫で、景国にとっては甥にあたることになる。なお高国は致仕後に丹波国桑田郡保津村に移住したといい、こちらにも子孫が続いた。
一方、近世初頭に『村上家伝』という系図類を作成し、自ら信濃村上氏の後裔（景国の孫）と喧伝していた人物に村上義豊がいる。その家伝によると景国には幸清という遺児がいたが、幼時に村上高国によって家督を横領されたために生母に連れられて本多忠勝、次いで真田信之を頼ったが、念願の幕臣取り立ては叶わず寛永13年（1636年）に病死したという。義豊はこの幸清の子で、浪人ながら自身が村上氏正嫡であることを盛んに喧伝して家名復興を願ったが、叶わず故地信濃へと帰り、正徳6年（1716年）に没した。義豊の編んだ『村上家伝』が引く古文書はいずれも偽文書であり、また近世より前の内容には荒唐無稽なものも多く信じるに値しないが、その家系図と義豊の子孫は村上旧臣の子孫を自負する者たちに尊重された。
その他、水内郡芋河庄の村上氏が景国の末裔を称している。